# Wer die Heimat liebt
Wer die Heimat liebt (Alternativtitel: Das Heilige Erbe) ist ein österreichischer Spielfilm des Regisseurs Alfred Solm aus dem Jahr 1956. Die Hauptrollen waren mit Hermann Erhardt, Christl Erber und Olga von Togni besetzt. Das Drehbuch verfassten Günther Schwab, Norbert Kunze und der Regisseur. Es beruht auf einer Idee von Franz Mayr-Melnhof. In Österreich kam der Film zum ersten Mal am 8. März 1957 ins Kino, in der Bundesrepublik Deutschland im gleichen Jahr am 19. April 1957.

## Handlung
Willi, der Sohn des einflussreichen Großbauern Hochegger, kann die fällige Rate für den Kauf seines Motorrades nicht aufbringen und plant daher, im Jagdrevier des Rechtsanwaltes Bruckner zu wildern und die Beute zu verkaufen. Tags darauf entdeckt Bruckners Jäger Jakob Sonnleitner ein Reh in einer Drahtschlinge. Sonnleitner lauert dem Wilddieb auf. Als der seinen Fang abholen will, tritt ihm der Jäger entgegen. Der junge Hochegger weicht ihm aus und stürzt sich dabei zu Tode.
Der alte Hochegger bestreitet, dass sein Sohn gewildert habe, und bringt das Dorf gegen den Jäger auf. Weil er mit diesem schon lange im Streit liegt, stellt er Willis Unfall als Sonnleitners Racheakt dar. Gerade recht kommt ihm dabei der Umstand, dass der aus dem Dorf stammende junge Berufsjäger Prandtner soeben in seine Heimat zurückgekehrt ist. Hochegger appelliert mit Erfolg an den Lokalpatriotismus der Dörfler. So kommt es, dass Sonnleitner in ein neues Revier am Neusiedler See versetzt wird und Prandtner seine Stelle einnehmen kann. Sonnleitners Familie bleibt jedoch im angestammten Jägerhaus. Des alten Jägers Befürchtung, dass ihm als Bergmenschen das Leben im Flachland schwerfallen könnte, bewahrheitet sich nicht.
Bruckners neuer Angestellter Prandtner fühlt sich zur Tochter seines Vorgängers hingezogen. Die aber lässt ihn abblitzen, weil sie ihm die Schuld an der Strafversetzung ihres Vaters anlastet. Es dauert nicht lange, bis Prandtner Hocheggers gemeines Spiel durchschaut. Jetzt setzt er alles daran, Evi seine Unschuld zu beweisen.
Der Motorradhändler mahnt seine immer noch nicht beglichene Forderung beim alten Hochegger an. Weil der die Summe nicht aufbringen kann, macht er dem Händler das Angebot, zur Erfüllung des Kaufpreises dürfe er in „seinem“ Revier Jagd auf einen kapitalen Hirsch machen. Prandtner erfährt von dem Komplott und spielt zum Schein mit. Evi bittet er, in das Jagdrevier zu kommen. Die hält das nur für eine neue Anmache und lehnt ab. Als sie aber aus dem Hochwald Schüsse vernimmt, eilt sie hinauf. Sie erblickt Lenz, den jüngeren Sohn des Großbauern, wie er den vom Motorradhändler erlegten Hirsch aufbricht und das Geweih versteckt.
Prandtner fährt in die Stadt und meldet Dr. Bruckner den Vorfall. Die Wilddieberei habe er nur geduldet, um Hochegger zu überführen und so Jakob Sonnleitners Unschuld zu beweisen. Der Jagdherr lässt seinen alten Jäger im Burgenland ablösen. Erleichtert kehrt dieser in das Bergdorf zurück.

## Produktionsnotizen
Die Außenaufnahmen entstanden um den Reitingstock in den Eisenerzer Alpen sowie Johnsbach im Gesäuse und Kaiserau und im Naturschutzgebiet Neusiedler See. In der Steiermark wurde das Filmteam vom Wildmeister Hanns Andress und im Burgenland vom Naturwissenschaftler Lothar Machura fachlich beraten. Die Bauten entwarf der Szenenbildner Wolf Witzemann. Leo Bei schuf die Kostüme.
Für Hauptdarsteller Hermann Erhardt sollte dies zugleich die einzige Hauptrolle und der letzte Filmauftritt werden, er starb im Jahr darauf im Alter von 55 Jahren.
Das heilige Erbe war 1957 der österreichische Beitrag bei den Karlsbader Filmfestspielen.

## Kritik
„Als Natur- und Tierschutzfilm aus Sorge vor gedankenloser Zerstörung von Flora und Fauna gedacht und mit ausgezeichneten Jahreszeitenaufnahmen aus dem Reitinggebiet nördlich Leoben und vom Neusiedlersee ausgestattet. Leider in eine allzu schlichte Heimatfilm-Klischeehandlung verpackt.“

„Der Film von der Heimatliebe […] zeigt Rehe, Hirsche, Wildgänse, Reiher, Birkhähne, Wald und Flur und bietet viel Pädagogisches: urig hölzerne Dialoge, in denen gegen die Verderbtheit der Städter und das Teuflische der Maschinen gewettert wird. Wer aus der Stadt kommt, ist in diesem Film Waldfrevler, Brandstifter oder bestenfalls ein Autofex; er vermag nichts wider die Filmweisheit: ‚Das wirkliche Leben, das ist wenn man mit dem Lebendigen zu tun hat, mit dem Boden, mit dem Tier.‘“

## Quelle
- Programm zum Film: Illustrierte Film-Bühne, erschienen im Verlag FILM-BÜHNE GmbH, München, Nr. 2973